# Гірничий радіозв'язок
Гірничий радіозв'язок (рос. радиосвязь горная, англ. mine radio communication; нім. Radioverbindung f unter Tage,  Grubenfunk m, Grubenfunksprechverkehr m) — зв'язок, здійснюваний за допомогою електромагнітних хвиль і технічних засобів, які випромінюють і приймають їх (радіопередавачів і радіоприймачів), між віддаленими пунктами на шахтах, рудниках, кар'єрах.

## Загальна характеристика
Використовується для переговорів, управління, сигналізації, вимірювання різних параметрів і ін. Для гірничого радіозв'язку на кар'єрах застосовуються звичайні короткохвильові й ультракороткохвильові радіостанції. Гірничий радіозв'язок між пунктами в межах підприємства з підземним способом видобутку корисних копалин називається підземним радіозв'язком (ПР). Основна особливість ПР — сильне загасання електромагнітних хвиль при поширенні через масив гірських порід внаслідок втрат електромагнітної енергії в провідному середовищі. Це обмежує дальність дії підземних радіосистем зв'язку в порівнянні з наземними.

## Перспективні напрямки розвитку
У останні роки досягнуто значного прогресу в розвитку гірничого радіозв'язку. Зокрема у США успішно реалізується проєкт «Підземне радіо» (автор — фізик Девід Ригор), який обрав як робочі низькочастотні радіохвилі. Згідно з цим проєктом, закінченим у 2003 р., у шахті створюється просторова мережа передавачів і приймачів, кожен з яких здатен передавати радіосигнал через гірський масив на відстань понад 150 м. Передавачі призначені для використання людиною (зв'язок з поверхнею), а також можуть бути використані для оснащення датчиків метану, температури тощо. Права на випуск системи «Підземне радіо» придбала американська компанія Vital Alert Communication.

## «Чиста» гірнича виробка
У підземному радіозв'язку — виробка, в якій відсутні металеві провідники, які використовуються в системах високочастотного підземного зв'язку.